# Jane Pannier
Pour les articles homonymes, voir Pannier.
Jane Pannier, née Jane Schloesing le 7 mai 1876 à Marseille, et morte le 17 juillet 1944 à Perthes, est une protestante engagée, qui a été la première présidente de la Cimade. Elle a laissé son nom à une association marseillaise qui s'occupe de venir en aide aux femmes en difficulté.

## Biographie
Née en 1876 à Marseille dans une famille protestante, elle est la fille de l'industriel Henri Émile Schloesing (1849-1904) et d'Ernestine Schloesing (1855-1930), mariés en 1875. Elle est l'aînée de quatre sœurs et un frère. Son père est adjoint au maire. Sa mère, nîmoise d'origine, créé en 1915 la Maison de la jeune fille, structure d'assistance aux prostituées.
Jane Pannier épouse en 1897, le pasteur Jacques Pannier, qu'elle accompagne en Indochine, où il est pasteur jusqu'en 1904. Ils vivent ensuite à Paris, puis à Saint-Quentin en 1920.

## Engagements associatifs
Engagée dans les mouvements chrétiens, Jane Pannier est présidente du Comité national des Unions chrétiennes de jeunes filles (UCJF) de 1931 à 1944. Elle intervient dans les camps de personnes déplacées et devient, en avril 1940, la première présidente de la Cimade qui agit depuis 1939. Malade, elle démissionne en août 1940.
En 1938, Jane Pannier publie une biographie du pasteur Jean Bianquis, engagé dans les missions protestantes au début du XXe siècle.
Elle meurt en juillet 1944 à Perthes.

## Le Centre Jane Pannier
Créé en 1948, le Centre Jane Pannier pratique un accueil inconditionnel de femmes en détresse et sans abri, victimes de violence, d’exclusion, de ruptures familiales et sociales. L'association fusionne ensuite avec la Maison de la jeune fille. L'association gère quatre centres d'hébergement et de réinsertion sociale sur Marseille. Elle est financée par l'État et le Conseil général et compte 30 salariés. Elle est membre de l'Fédération de l'entraide protestante.

## Publications
- avec Jacques Pannier, Trois ans en Indochine : notes de voyage, Toulouse, Société des publications morales et religieuses, 1906, 357 p.
- L'Échelle d'or, 1913
- La Mère Angélique, une grande chrétienne, Issy-les-Moulineaux, Je Sers, 1930

- Prix Jean-Jacques-Berger 1932 de l'Institut de France sur proposition de l'Académie française.
- Jean Bianquis, préface de Marc Boegner, Paris, Société des missions évangéliques, 1938, 156 p.
- Une malade aux malades, 1943
- En marge de l'Évangile. Commentaires de Saint-Luc, préface de Edmond Mercier, Paris, Société centrale évangélique, 1946, 155 p.